# Штефан Кіслінг
Штефан Кіслінг (нім. Stefan Kießling; нар. 25 січня 1984, Ліхтенфельс, ФРН) — колишній німецький футболіст, нападник. Відомий виступами за «Нюрнберг», леверкузенський «Баєр» і збірну Німеччини.

## Футбольна біографія
Штефан Кіслінг народився в невеличкому містечку Ліхтенфельс в Верхній Франконії, що знаходиться в центрі Німеччини. Там він проходив свої перші футбольні уроки, згодом цього високого на зріст, але чудово технічно підготовленого, хлопчака запросили до юнацької команди, відомого на всю округу клубу, «Айнтрахт Бамберг» — там й проходила футбольна академія Штефана. З командою Бамберґа були пов'язані майже 7 років успішного футбольного життя Кіслінга, а в 16 років цього видного юнака було запрошено до команди столиці Франконії — «Нюрнберга».
2000 року Кіслінг підписав контракт з відомим німецьким клубом «1 ФК Нюрнберг», що стало значною подією для 16-літнього юнака.

## Статистика
Статистика клубних виступів:
| Сезон              | Клуб                   | Чемпіонат          | Чемпіонат | Чемпіонат | Кубок | Кубок | Єврокубки | Єврокубки | Єврокубки | Разом | Разом |
| Сезон              | Клуб                   | Ліга               | Ігри      | Голи      | Ігри  | Голи  |           | Ігри      | Голи      | Ігри  | Голи  |
| ------------------ | ---------------------- | ------------------ | --------- | --------- | ----- | ----- | --------- | --------- | --------- | ----- | ----- |
| 2002/03            | «1 ФК Нюрнберг»        | Д-1                | 1         | 0         | —     | —     |           | —         | —         | 1     | 0     |
| 2003/04            | «1 ФК Нюрнберг»        | Д-2                | 14        | 2         | —     | —     | —         | —         | 14        | 2     |       |
| 2004/05            | «1 ФК Нюрнберг»        | Д-1                | 27        | 3         | 2     | 1     | —         | —         | 29        | 4     |       |
| 2005/06            | «1 ФК Нюрнберг»        | Д-1                | 31        | 10        | 2     | 1     | —         | —         | 33        | 11    |       |
| Всього             | Всього                 | Всього             | 73        | 15        | 4     | 2     |           | 0         | 0         | 77    | 17    |
| 2006/07            | «Баєр 04» (Леверкузен) | Д-1                | 32        | 8         | 1     | 0     | КУ        | 10        | 0         | 44    | 8     |
| 2007/08            | «Баєр 04» (Леверкузен) | Д-1                | 31        | 9         | 1     | 0     | КУ        | 12        | 7         | 44    | 16    |
| 2008/09            | «Баєр 04» (Леверкузен) | Д-1                | 34        | 12        | 6     | 2     |           | —         | —         | 40    | 14    |
| 2009/10            | «Баєр 04» (Леверкузен) | Д-1                | 33        | 21        | 2     | 0     | —         | —         | 35        | 21    |       |
| 2010/11            | «Баєр 04» (Леверкузен) | Д-1                | 6         | 2         | 1     | 2     | ЛЄ        | 1         | 0         | 8     | 4     |
| 2011/12            | «Баєр 04» (Леверкузен) | Д-1                | 34        | 16        | —     | —     | ЛЧ        | 6         | 1         | 40    | 17    |
| 2012/13            | «Баєр 04» (Леверкузен) | Д-1                | 34        | 25        | 3     | 1     | ЛЄ        | 6         | 1         | 43    | 27    |
| 2013/14            | «Баєр 04» (Леверкузен) | Д-1                | 32        | 15        | 4     | 2     | ЛЧ        | 7         | 2         | 43    | 19    |
| 2014/15            | «Баєр 04» (Леверкузен) | Д-1                | 34        | 9         | 4     | 6     | ЛЧ        | 10        | 4         | 48    | 19    |
| 2015/16            | «Баєр 04» (Леверкузен) | Д-1                | 30        | 5         | 4     | 3     | ЛЧ        | 9         | 0         | 43    | 8     |
| 2016/17            | «Баєр 04» (Леверкузен) | Д-1                | 20        | 4         | 1     | 0     | ЛЧ        | 3         | 0         | 24    | 4     |
| Всього             | Всього                 | Всього             | 336       | 131       | 28    | 16    |           | 71        | 15        | 435   | 162   |
| Загалом за кар'єру | Загалом за кар'єру     | Загалом за кар'єру | 409       | 146       | 32    | 18    |           | 71        | 15        | 512   | 179   |

Статистика виступів у національній збірній:
| №                                                            | Дата       | Команда   | Рахунок | Суперник    | Автори голів                           |
| ------------------------------------------------------------ | ---------- | --------- | ------- | ----------- | -------------------------------------- |
| 1                                                            | 28.03.2007 | Німеччина | 0:1     | Данія       | Бендтнер                               |
| 2                                                            | 11.02.2009 | Німеччина | 0:1     | Норвегія    | Гріндхайм                              |
| 3                                                            | 18.11.2009 | Німеччина | 2:2     | Кот-д'Івуар | Подольскі (2) — ?                      |
| 4                                                            | 13.05.2010 | Німеччина | 3:0     | Мальта      | Какау (2), Шиклуна (а/г)               |
| 5                                                            | 27.06.2010 | Німеччина | 4:1     | Англія      | Клозе, Подольскі, Мюллер (2) — Апсон   |
| 6                                                            | 10.07.2010 | Німеччина | 3:2     | Уругвай     | Мюллер, Янсен, Хедіра — Кавані, Форлан |
| Усього: 3 перемоги, 1 нічия, 2 поразки, різниця м'ячів 12:7. |            |           |         |             |                                        |

## Титули і досягнення
- Бронзовий призер чемпіонату світу: 2010